# Municipio de Acatlán de Juárez
El municipio de Acatlán de Juárez es uno de los ciento veinticinco municipios en que se encuentra dividido el estado de Jalisco, México. Se ubica dentro de la región Lagunas, Está ubicado aproximadamente a 45.7 km al sur de Guadalajara.  Tiene una extensión territorial de 181.29 kilómetros cuadrados. y la población se dedica principalmente al sector terciario.

## Toponimia
El nombre de Acatlán, proviene del náhuatl “Aka-Tlán” que significa “lugar de abundancia de cañas”. El 22 de marzo de 1906, se le agregó de Juárez en honor de Benito Juárez.

## Historia
Los primeros pobladores de la región eran integrantes de una tribu que se estableció en Cocula, los que al ser derrotados por los purépechas se avecindaron en el lugar en 1509.
En el año de 1550 se trazó el primer plano del municipio por mandato del virrey de la Nueva España, Antonio de Mendoza, para terminar con las dificultades que había con los habitantes de Zacoalco, Ahualulco y Ameca. En el primer tercio del siglo XVII los agustinos construyeron el templo que dedicaron a Santa Ana. Ya durante la Colonia, Santa Ana Acatlán fue encomienda que dependía directamente de la Corona, a la que entregaba como tributo 25 pesos de oro en polvo y 8000 cacaos, teniendo únicamente 80 encomenderos.
Desde 1825 perteneció al 4.º cantón de Sayula. En 1858, Benito Juárez, en su peregrinar por estas tierras, se alojó en el mesón del poblado propiedad de Miguel Gómez. En su corta permanencia, estuvo por perder la vida a manos de los conservadores, salvándolo de morir el párroco del lugar, Melitón Vargas Gutiérrez. El 22 de marzo de 1906, por decreto 1158, cambia su denominación de Santa Ana Acatlán a Acaltán de Juárez, en virtud de la visita del "Patricio de la Reforma", y adquiere el título de Villa. No se conoce el decreto del 13 de marzo de 1837. Por decreto 8877 del 4 de octubre de 1972 se le otorga la categoría de ciudad.

## Descripción geográfica

### Ubicación
Acatlán de Juárez se localiza en la región Lagunas, entre las coordenadas 20°14′30″ latitud norte y 103°32′30″ longitud oeste; a una altitud de 1,393 m s. n. m. (metros sobre el nivel del mar).
El municipio colinda al norte con los municipios de Tala y Tlajomulco de Zúñiga; al este con los municipios de Tlajomulco de Zúñiga y Jocotepec; al sur con los municipios de Zacoalco de Torres y Villa Corona; al oeste con el municipio de Villa Corona.

### Medio físico
Su topografía está compuesta por un 70.9% de terrenos planos, un 18.9% contiene extensiones de lomeríos y un 10.2% comprende zonas montañosas. En cuanto al tipo de suelo, el predominante es el vertisol (33.9%), tienen estructura masiva y alto contenido de arcilla. Su color es negro, gris oscuro o café rojizo. Su uso agrícola es muy extenso, variado y productivo. Son muy fértiles pero su dureza dificulta la labranza. Tienen susceptibilidad a la erosión y alto riesgo de salinización; el restante está compuesto por Feozem, Regosol, Solonchak y Luvisol con 24.5, 17.7, 16.4 y 7.4 por ciento respectivamente. Ahora, en la cobertura del suelo predomina la agricultura con un 69.5 %, le siguen la selva en un 12.3 %, los pastizales con el 7 %, el de asentamiento humano con un 4.2 %, cuerpo de agua ocupando el 3.5 %, bosque que cubre el 2.2 % del territorio, otros tipos de vegetación con el 1.1 % y por último sin vegetación aparente con el 0.2 %. La geología del municipio es principalmente roca de suelos aluviales (39.1 %) formados por el depósito de materiales sueltos, provenientes de rocas preexistentes, que han sido transportados por corrientes superficiales de agua, la roca basáltica se encuentra en un 30.5 %, le atribuyen la Toba, Brecha volcánica, Extrusiva ácida con 14.2, 12.1 y 1.1 por ciento respectivamente.

### Hidrografía
El municipio pertenece a la región hidrológica Lerma-Chapala-Santiago. Los tipos de recursos hídricos del municipio están constituidos por aguas subterráneas, ríos y lagos. El territorio está ubicado dentro de 4 acuíferos de los cuales el 99.3% no tienen disponibilidad y el 0.8% se encuentra con disponibilidad de agua subterránea. Sus recursos hidrológicos son proporcionados por el río Acatlán y los manantiales: El Cajón del Muerto y Charco Verde, además de existir varios arroyos pequeños de caudal en época de lluvias, y las presas: Hurtado, Presa Chica y Bordo de San Gerardo.

### Clima y precipitación
La mayor parte del municipio tiene un clima semicálido semihúmedo. Del análisis de la precipitación media mensual histórica con registros hasta el 2021 del municipio Acatlán de Juárez tenemos que la precipitación acumulada promedio es de 745.6 mm; la media del mes de enero es de 17.5 mm, la mínima de 14.4 mm y la máxima de 24.9 mm; mientras que en julio la precipitación media es de 188.0 mm, la mínima de 83.2 mm y máxima de 212.7 mm.

### Temperatura
La temperatura media mensual conforme a los registros históricos hasta el 2021 del municipio, nos dice que la media anual promedio es de 20.6 grados Celsius (°C), la mínima y máxima promedio anual de 11.5 °C y 29.6 °C. La temperatura más fría se presentó en los meses de enero y febrero, con 4.5 °C y 5.0 °C, respectivamente, y las más altas fueron de 37.8 °C y 37.6 °C de los meses abril y mayo correspondientemente.

## Áreas naturales protegidas
El municipio de Acatlán de Juárez cuenta con 4.6 % de humedales sin contar con algún decreto de área natural protegida. 

## Sequía
De la superficie dedicada a las actividades agrícolas el 90.2% presentó alguna categoría de sequía en el año 2023, siendo la sequía extrema la que más predomina con 45.1 %. A nivel municipal la sequía extrema es la que tiene una mayor distribución con un 51.3 %, sequía severa en 18.4 %, sequía excepcional ubicada en e 13.9 %, moderada extendiéndose en el 8 % del territorio y sin sequía con el 7 %.

## Flora y fauna
Su vegetación en las zonas montañosas consiste en pequeños bosques formados por roble. Las especies que hay son: mezquite, huizache, guamúchil, sauce, encinos blancos y 
El coyote, el venado, el conejo, el tlacuache y la ardilla son los mamíferos que pueblan esta región.

## Economía

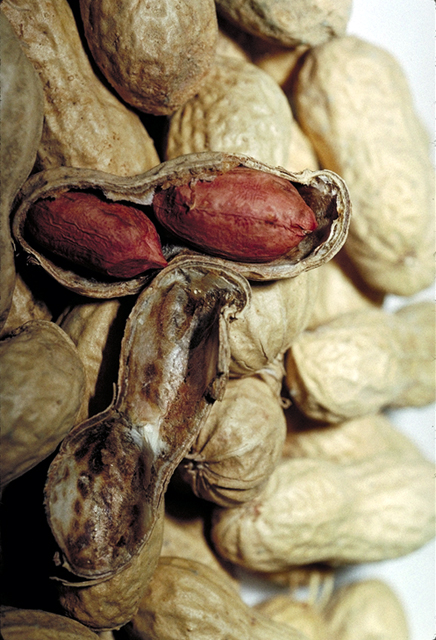
Se cultiva el cacahuate en el municipio.

Conforme a la información del Directorio Estadístico Nacional de Unidades Económicas (DENUE) de INEGI, el municipio de Acatlán de Juárez cuenta con 1,192 unidades económicas al mes de mayo de 2024 y su distribución por sectores revela un predominio de establecimientos dedicados a Comercio, siendo estos el 46.06% del total en el municipio.

### Empleos y principales sectores económicos
Para junio de 2024 el IMSS reportó un total de 7,846 trabajadores asegurados, lo que representó para el municipio de Acatlán de Juárez un incremento anual de 717 trabajadores en comparación con el mismo mes de 2023, debido al alza del registro de empleo formal de algunos de sus grupos económicos principalmente el de Preparación y servicio de alimentos y bebidas.
En función de los registros del IMSS el grupo económico que más empleos presentó dentro del municipio de Acatlán de Juárez fue el de Agricultura, ya que en junio de 2024 registró un total de 1,269 trabajadores concentrando el 16.17% del total de asegurados en el municipio. El segundo grupo económico con más trabajadores asegurados fue el de Fabricación de alimentos, que para junio de 2024 registró 1,008 trabajadores asegurados que representan el 12.85% del total de trabajadores asegurados y en tercer lugar encontramos a trabajadores asegurados en Preparación y servicio de alimentos y bebidas.

## Infraestructura
El municipio cuenta con 16 servicios públicos, de los cuales destacan 27 escuelas, seguido de 14 instalaciones deportivas o recreación y 14 templos
- Educación

El municipio cuenta con 10 preescolares, 11 primarias, 5 secundarias, 1 bachillerato y 1 centro de capacitación.
- Salud

De acuerdo con los registros de la secretaría de salud, en el municipio se encuentran 5 unidades de servicio de salud como lo son consultorios, hospitales generales y especializados, oficinas administrativas, farmacias, laboratorios, unidades de medicina familiar, de especialidades médicas y móviles. De las cuales 2 corresponden a la Secretaría de Salud (SSJ), 2 unidades de salud son del Instituto Mexicano del Seguro Social (IMSS) y 1 módulo del Instituto de Seguridad y Servicios Sociales para los Trabajadores del Estado (ISSSTE); en la tabla 14 se presenta desglosada esta información por tipo de unidades de servicio conforme al instituto o dependencia a la que pertenecen.
- Deporte

Cuenta con centros deportivos, en los que se practica: fútbol, voleibol y baloncesto (basquetbol);. Además posee centros culturales, plaza, parques, jardines, biblioteca, centro social, museo, lienzo charro y centros recreativos y juegos infantiles.
El municipio cuenta con servicios de agua potable, energía eléctrica, alcantarillado, alumbrado público, mercado, rastro, cementerios, vialidad, aseo público, seguridad pública y tránsito, parques, cementerio, jardines, centros recreativos y deportivos.
- Medios y vías de comunicación

El municipio se encuentra en el segundo lugar de la región Lagunas, registrando grado muy alto de conectividad en caminos y carretera. Cuenta con 56 kilómetros de carreteras y 57 kilómetros de caminos.

## Demografía y localidades
su población en ese año era de 25,250 personas, de las cuales el 52.5 % eran hombres y el 47.5 % mujeres. Comparando este volumen poblacional con el del año 2015, se observa que la población municipal aumentó un 13.43 por ciento en cinco años. 

### Localidades
En 2020 Acatlán de Juárez contaba con 32 localidades, de éstas, 5 eran de dos viviendas y 8 de una. La localidad de Acatlán de Juárez era la más poblada, con 11,110 personas, que representaban el 44% de la población del municipio; le seguía Bellavista con el 30.9%, El Plan (El Cerrito) con el 12%, Villa de los Niños con el 6.1% y San José de los Pozos con el 3.7% del total municipal.
| Código INEGI      | Localidad          | Población (2020) |
| ----------------- | ------------------ | ---------------- |
| 140020001         | Acatlán de Juárez  | 11 110           |
| 140020002         | Bellavista         | 7 802            |
| 140020004         | El Plan            | 3 039            |
| 140020062         | Villa de los Niños | 1 549            |
| Otras localidades | Otras localidades  | 1 750            |
| Total municipal   | Total municipal    | 25 250           |

## Religión
El 94,86% profesa la fe cristiana católica; sin embargo, también hay creyentes de los Testigos de Jehová, Protestantes, Adventistas del Séptimo Día y otras doctrinas. El 0,55% de los habitantes ostentaron no practicar religión alguna.

## Migración
Conforme a los resultados del índice de Intensidad Migratoria 2020, en el municipio de Acatlán de Juárez un 11.01 por ciento de las viviendas del municipio recibieron remesas en 2020, en un 1.82 por ciento se reportaron emigrantes con destino a Estados Unidos residentes en Estados Unidos, en el 1.24 por ciento se registraron migrantes circulares del quinquenio anterior (2015- 2020) y el 1.27 por ciento de las viviendas contaban con migrantes de retorno de Estados Unidos. Su índice de intensidad migratoria fue de 61.8 y un grado de intensidad migratoria es media.

## Pobreza por carencia social
El 32.7 % de la población carece de acceso a seguridad social, un 20.1 % tiene rezago educativo, en acceso a servicios básicos de la vivienda, el 11.2 % carece de los mismos y un similar (11.1 %) a los servicios de salud. La carencia por acceso a la alimentación se ubica en el 10.4 % de la población, así como calidad y espacio de la vivienda con 4.7 %.

## Índice de desarrollo municipal (IDM)
Acatlán de Juárez obtiene un desarrollo institucional Medio con un IDM-I de 62.5, que lo coloca en el sitio 72 del ordenamiento estatal.

## Promedio mensual de carpetas de investigación
Durante el periodo de junio de 2023 a mayo de 2024, se abrieron un total de 312 carpetas de investigación con un promedio mensual de 26 carpetas abiertas en donde destaca el fraude entre las mismas.

## Cultura

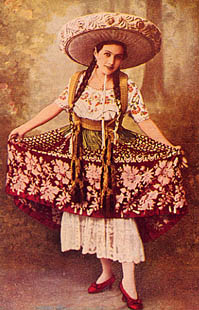
Vestido de China poblana.

- Artesanías: Elaboración de: mulitas, muñecos de hoja de maíz, varas de jara coloreadas con anulinas.
- Trajes típicos: El traje de charro para el hombre y el vestido de china poblana para la mujer.
- Gastronomía: De sus alimentos destaca la birria de chivo, carnitas de ternera, frijoles charros y pozole; de sus dulces, la buñuelos y ponteduro; y de sus bebidas, el ponche de frutas.

### Sitios de interés
Arquitectura
- Parroquia de Santa Ana.
- Museo de Artes y Oficios.
- Chorros de Santa Ana.
- Mesón de la Providencia.
- Museo Benito Juárez.
- Panteón Municipal.

Parques y reservas
- Cerro de la Coronilla.
- Mirador de Santa Cruz.
- Cerro de la Lima.
- Paseo del Río.
- Presa del Hurtado.

Personajes célebres
- Isidoro Díaz (futbolista profesional)
- Noé Zárate (futbolista profesional)

### Fiestas patronales
Del 17 al 26 de julio 
Fiestas civiles
- Aniversario de la Independencia de México: 16 de septiembre.
- Aniversario de la Revolución mexicana: El 20 de noviembre.
- Feria taurina: Días variables de los meses de abril y mayo.
- Feria de Acatlán: Del 17 al 27 de julio.

Fiestas religiosas
- Semana Santa: Jueves y Viernes Santos.
- Día de la Santa Cruz: 3 de mayo.
- Fiesta en honor de la Virgen de Guadalupe: 12 de diciembre.
- Fiesta en honor de Santa Ana: 26 de julio.

## Gobierno

### Presidentes municipales
| Presidente municipal          | Período               | Partido político | Notas                              |
| Miguel Díaz C.                | 1878                  |                  |                                    |
| Manuel López Portillo         | 1879                  |                  |                                    |
| Basilio Rueda                 | 1880                  |                  |                                    |
| Pedro Zaragoza                | 1881                  |                  |                                    |
| Manuel López Portillo         | 1882                  |                  |                                    |
| Joaquín Baeza                 | 1883                  |                  |                                    |
| Silvestre Ruvalcaba           | 1897                  |                  |                                    |
| J. M. Elizondo                | 1897                  |                  |                                    |
| Basilio Rueda                 | 1898                  |                  |                                    |
| Francisco Baeza               | 1898                  |                  |                                    |
| Basilio Rueda                 | 1898                  |                  |                                    |
| Tranquilino Elizondo          | 1899                  |                  |                                    |
| Basilio Rueda                 | 1899                  |                  |                                    |
| Tranquilino Elizondo          | 1899                  |                  |                                    |
| Joaquín Baeza                 | 1900                  |                  |                                    |
| Antonio Ruvalcaba             | 1901                  |                  |                                    |
| Andrés T. Bobadilla           | 1902                  |                  |                                    |
| Francisco Baeza               | 1903                  |                  |                                    |
| Joaquín Baeza                 | 1903                  |                  |                                    |
| Miguel Corona                 | 1904                  |                  |                                    |
| Joaquín Baeza                 | 1904                  |                  | Sustituto                          |
| Ignacio Guzmán                | 1904                  |                  | Sustituto                          |
| Joaquín Baeza                 | 1904                  |                  | Sustituto                          |
| Andrés Bobadilla              | 1904                  |                  | Sustituto                          |
| Heladio Rueda                 | 1906                  |                  | Por ministerio de ley              |
| Heladio Rueda                 | 1907                  |                  |                                    |
| Ignacio Guzmán                | 1907                  |                  |                                    |
| Heladio Rueda                 | 1907                  |                  |                                    |
| Leopoldo López Portillo       | 1907                  |                  |                                    |
| Heladio Rueda                 | 1907                  |                  |                                    |
| Joaquín Baeza                 | 1908                  |                  |                                    |
| Leopoldo López Portillo       | 1908                  |                  |                                    |
| Joaquín Baeza                 | 1908                  |                  |                                    |
| Leopoldo López Portillo       | 1909                  |                  |                                    |
| Heladio Rueda                 | 1910                  |                  |                                    |
| Antonio Ruvalcaba             | 1910                  |                  | Sustituto                          |
| Antonio Ruvalcaba             | 1910                  |                  |                                    |
| Leopoldo López Portillo       | 1911                  |                  |                                    |
| Antonio V. Alvarado           | 1911                  |                  |                                    |
| Adalberto Olvera              | 1912                  |                  |                                    |
| Manuel Vázquez                | 1912                  |                  |                                    |
| Adalberto Olvera              | 1912                  |                  |                                    |
| Manuel Vázquez                | 1912                  |                  | Por ministerio de ley              |
| Jesús V. García               | 1912                  |                  | Por ministerio de ley              |
| Adalberto Olvera              | 1912                  |                  |                                    |
| Serapio Bobadilla             | 1913                  |                  |                                    |
| José Ma. Villagrana           | 1914                  |                  |                                    |
| Enrique Martínez              | 1914                  |                  |                                    |
| Juan Zúñiga                   | 1914                  |                  |                                    |
| Primitivo Zepeda              | 1915                  |                  | Interino                           |
| Juan Zúñiga                   | 1915                  |                  |                                    |
| Francisco Corona              | 1915                  |                  |                                    |
| Francisco Corona              | 1916                  |                  |                                    |
| Gabriel Guerrero              | 1916                  |                  |                                    |
| Basilio Jiménez               | 1916                  |                  |                                    |
| Felipe Siordia                | 1916                  |                  |                                    |
| Ignacio García                | 1916                  |                  |                                    |
| Felipe Siordia                | 1917                  |                  |                                    |
| Ignacio Siordia               | 1918                  | PLC              |                                    |
| Marcos Gutiérrez              | 1918                  | PLC              |                                    |
| Félix Ramírez                 | 1919                  | PLC              |                                    |
| Marcos Gutiérrez              | 1919                  | PLC              |                                    |
| Matías García                 | 1919                  |                  | Por ministerio de ley              |
| Marcos Gutiérrez              | 1919                  | PLC              |                                    |
| Servando Rueda                | 1920                  |                  |                                    |
| Saturnino Corral              | 1920                  |                  |                                    |
| J. Félix Ramírez              | 1920                  |                  | Interino                           |
| José Aguilar                  | 1921                  |                  |                                    |
| Edmundo Bobadilla             | 1921                  |                  |                                    |
| Aurelio López                 | 1921                  |                  | Interino                           |
| Edmundo Bobadilla             | 1921                  |                  |                                    |
| Andrés T. Bobadilla           | 1922                  |                  |                                    |
| Saturnino Coral               | 1922                  |                  |                                    |
| Apolonio Trujillo H.          | 1922                  |                  |                                    |
| Saturnino Coral               | 1922                  |                  |                                    |
| Servando Rizo                 | 1923                  |                  |                                    |
| Servando Rueda                | 1923                  |                  |                                    |
| Apolonio Trujillo             | 1923                  |                  |                                    |
| Apolonio Trujillo             | 1924                  |                  |                                    |
| Rodrigo Pérez                 | 1924                  |                  |                                    |
| Concepción Cortés             | 1924                  |                  |                                    |
| Ponciano Salas                | 1924                  |                  |                                    |
| Jaime Castillo                | 1924                  |                  |                                    |
| Roberto Cárdenas              | 1924                  |                  |                                    |
| Roberto Cárdenas              | 1925                  |                  |                                    |
| Francisco R. Flores           | 1925                  |                  |                                    |
| Francisco R. Flores           | 1926                  |                  |                                    |
| Manuel Ruvalcaba              | 1926                  |                  |                                    |
| Saturnino Coral               | 1926                  |                  |                                    |
| Francisco López García        | 1926                  |                  |                                    |
| J. Félix Ramírez              | 1927                  |                  |                                    |
| Ignacio Baeza                 | 1927                  |                  |                                    |
| Secundino Torres              | 1927                  |                  |                                    |
| Francisco López García        | 1928                  |                  |                                    |
| Benjamín Alamillo             | 1928                  |                  |                                    |
| Andrés Larios                 | 1928                  |                  | Por ministerio de ley              |
| Francisco López García        | 1928                  |                  |                                    |
| Samuel R. Trujillo            | 1929                  |                  |                                    |
| Francisco López García        | 1930                  | PNR              |                                    |
| Saturnino Coral               | 1931                  | PNR              |                                    |
| Lamberto Castellanos          | 1932                  | PNR              |                                    |
| Narciso Gutiérrez             | 1933–1934             | PNR              |                                    |
| Aureliano Z. Alvarado         | 1935                  | PNR              |                                    |
| Pedro Villegas                | 1936                  | PNR              |                                    |
| Gonzalo Castillo              | 1937                  | PNR              |                                    |
| Margarito Ríos                | 1938                  | PRM              |                                    |
| Víctor Limón                  | 1939                  | PRM              |                                    |
| Narciso Gutiérrez             | 1940                  | PRM              |                                    |
| Clemente Hermosillo           | 1941–1942             | PRM              |                                    |
| José Grajeda Gómez            | 1943–1944             | PRM              |                                    |
| Fidel García Gómez            | 1945–1946             | PRM              |                                    |
| Silvestre Ruvalcaba Rizo      | 1947–1948             | PRI              |                                    |
| ND                            | 1949–1950             |                  |                                    |
| ND                            | 1951–1952             |                  |                                    |
| José Hernández Velasco        | 01-01-1953–31-12-1955 | PRI              |                                    |
| Silvestre Ruvalcaba Rizo      | 01-01-1956–31-12-1958 | PRI              |                                    |
| J. Natividad Barrera García   | 01-01-1959–31-12-1961 | PRI              |                                    |
| J. Jesús Ramírez Hernández    | 01-01-1962–31-12-1964 | PRI              |                                    |
| Ignacio Meléndez Maldonado    | 01-01-1965–31-12-1967 | PRI              |                                    |
| Isidoro Díaz Mejía            | 01-01-1968–31-12-1970 | PRI              |                                    |
| Alberto Cuevas Zúñiga         | 01-01-1971–31-12-1973 | PRI              |                                    |
| Apolonio Fúnez Cabrera        | 01-01-1974–31-12-1976 | PRI              |                                    |
| Florencio Domínguez Íñiguez   | 01-01-1977–31-12-1979 | PRI              |                                    |
| Juan Ruiz Guerrero            | 1980–1982             | PRI              |                                    |
| Petronilo Ibarra              | 1982                  | PRI              | Interino                           |
| J. Natividad Barrera García   | 1983                  | PRI              |                                    |
| Juan García Lizaola           | 1983–1985             | PRI              | Interino                           |
| Ma. Guadalupe de León López   | 1986–1988             | PRI              |                                    |
| Rito Moreno Hernández         | 01-01-1989–1992       | PRI              |                                    |
| José Ortiz Borrayo            | 1992–1995             | PRI              |                                    |
| Felipe de Jesús López García  | 1995–1997             | PRI              |                                    |
| Miguel Ángel Carrasco         | 01-01-1998–31-12-2000 | PVEM             |                                    |
| Martín Dávalos Gómez          | 01-01-2001–2003       | PRI              |                                    |
| Remigio García Villegas       | 01-01-2004–31-12-2006 | PRI              |                                    |
| Luis Carrillo Bueno           | 01-01-2007–31-12-2009 | PRD PT           |                                    |
| Édgar Santiago Aviña Mejía    | 01-01-2010–30-09-2012 | PAN              |                                    |
| Emeterio Corona Vázquez       | 01-10-2012–30-09-2015 | PRI PVEM         | Coalición "Compromiso por Jalisco" |
| Gerardo Uvaldo Ochoa Alvarado | 01-10-2015–30-09-2018 | MC               |                                    |
| Gerardo Uvaldo Ochoa Alvarado | 01-10-2018–30-09-2021 | MC               | Fue reelegido el 01-07-2018        |
| Jaime Enrique Velasco López   | 01-10-2021–           | MC               |                                    |